# İqtisadçı VK
Maillots
L' İqtisadçı Voleybol Klubu est un club féminin de volley-ball azerbaïdjanais fondé en 2005 et basé à Bakou qui évolue en Super League lors de la saison 2013-2014.

## Effectifs

### Saison 2013-2014
Entraîneur : Bülent Karslıoğlu 